# گکوی انگشت‌برگی کردستانی
جکوی انگشت‌برگی کردستانی (نام علمی: Asaccus kurdistanensis) نام یک گونه از سرده گکوی انگشت‌برگی است.